# Scallopostoma
Scallopostoma es un género de foraminífero bentónico de la Familia Chrysalogoniidae, de la Superfamilia Nodosarioidea, del Suborden Lagenina y del Orden Lagenida. Su especie-tipo es Nodosaria conica. Su rango cronoestratigráfico abarca desde el Badeniense (Mioceno medio) hasta el Pleistoceno medio.

## Clasificación
Scallopostoma incluye a la siguiente especie:
- Scallopostoma conica †
- Scallopostoma karreri †
- Scallopostoma ovicula †